# Palephyra indica
Palephyra indica är en manetart som beskrevs av Ernst Vanhöffen 1902. Palephyra indica ingår i släktet Palephyra och familjen Nausithoidae. Inga underarter finns listade i Catalogue of Life.